# Mecodina nara
Mecodina nara là một loài bướm đêm trong họ Erebidae.